# 刘璿 (蜀汉)
刘璿（224年—264年），字文衡，刘禅长子。

## 生平
刘璿從十五岁起被立为太子，是蜀漢的最后一位皇太子。以费祎女为太子妃，霍弋为太子中庶子，李譔为太子庶子，后又升为太子僕射，谯周为太子僕、家令，又徙为中散大夫，仍侍奉太子。刘璿好骑射，出入无度，霍弋援引古书劝谏。李譔后转中散大夫、右中郎将，负责教育刘璿，刘璿甚爱其多才。
蜀汉亡后，鍾會、姜維在成都作乱引起戰端，導致刘璿被魏兵誅杀，史稱锺会之乱。后来永嘉之乱时，包括刘璿子孙在内的刘禅子孙全部被杀。

## 家族

### 祖父
- 劉備

### 父母
- 劉禪
- 王贵人，本是敬哀张皇后的侍女。

### 夫人
- 費氏，費禕長女

## 评价
- 郤正：奉亲虔恭，夙夜匪解，有古世子之风；接待群僚，举动出于仁恕。世子之道，在于承志竭欢，既不得妄有施为，智调藏于胸怀，权略应时而发，此之有无，焉可豫知也！

## 延伸阅读
[在维基数据编辑]
 《三國志/卷34》，出自陳壽《三國志》